# 1-ша російська національна бригада СС «Дружина»
1-ша російська національна бригада СС «Дружина» (відома також як 1-й Російський національний загін СС) — російське національне військове формування у складі Ваффен-СС.

## Створення
Навесні 1942 р., паралельно з формуванням РОНА, за сприянням СД (служба безпеки Рейху) виникла організація під кодовою назвою «Цепелін», яка займалася добором російських добровольців у таборах військовополонених для агентурної роботи в радянському тилу. «Цепелін» займалася збором інформації та політичною агітацією радянського населення. Добровольці повинні були діяти від імені спеціально створеної політичної організації — Бойового Союзу Російських Націоналістів (БСРН), який був створений у квітні 1942 р. у таборі військовополонених в місті Сувалки. Очолив БСРН та створений загін колишній начальник штабу 229-ї стрілецької дивізії Червоної Армії підполковник Володимир Володимирович Гіль, який взяв собі псевдонім «Родіонов».
Щоб якось використати добровольців до відправлення за лінію фронту й перевірити їх надійність, із членів БСРН був сформований 1-й Російський національний загін СС або «Дружина». Завданням загону була охоронна служба на окупованій німцями території та боротьба з партизанами. Готувався загін і на випадок бойових дій на фронті. Загін складався з трьох рот, всього близько 500 осіб. До складу 1-ї роти входили виключно колишні командири РККА, вона була резервною й готувала кадри для нових загонів. Всьому особовому складу було видане нове чеське обмундирування та озброєння. Після доказу надійності «Дружини» в боях проти польських партизанів у районі Любліна, вона була відправлена на окуповану німцями територію.
У грудні 1942 у районі Любліна було сформовано 2-й Російський національний загін СС кількістю 300 осіб під командуванням колишнього майора НКВС Блажевича.

### Об'єднання загонів
У березні 1943 р. обидва загони були об'єднані під керівництвом Гіль-Родіонова в 1-й Російський національний полк СС. Поповнений за рахунок військовополонених росіян, полк нараховував 1500 осіб і складався з трьох стрілецьких та одного навчального батальйону, артилерійського дивізіону, транспортної роти й авіазагону.
Припускалося, що першою частиною РОА, безпосередньо підпорядкованої генералові Власову, стане 1-й Російський національний полк СС, про що була домовленість із керівництвом СД. Але переговори з Гіль-Родіоновим зайшли в глухий кут. Тож вирішили: полку дати спокій, виділити з його складу навчальний батальйон та пропагандистську команду, щоб на їх основі сформувати Гвардійську бригаду РОА. За рахунок поповнень було сформовано стрілецький батальйон, господарчу роту, запасну офіцерську роту та команду пропагандистів — всього 650 чоловік. За літній сезон 1943 р. стрілецький батальйон Гвардійської бригади РОА тричі брав участь в антипартизанських операціях.
22 липня 1943 р. на військовому параді в Пскові під біло-синьо-червоним прапором маршувала зведена рота Гвардійської бригади РОА в ознаменування другої річниці початку визволення Росії від більшовиків.
Після переходу 150 осіб до партизанів бригада була розформована, а її залишки влилися в ряди Військово-повітряних Сил РОА.
За 1-м Російським національним полком СС на території Білорусі була закріплена особлива зона з центром у містечку Лужки для самостійних дій проти партизанів. В околицях містечка було набране поповнення, яке дало змогу полку розгорнутися в 1-шу російську національну бригаду СС «Дружина» чисельністю 3000 осіб. Бригада брала участь у низці великих антипартизанських операцій у районі Бегомль-Лепель.

## Спроби перейти на бік СРСР
Партизанська бригада Желєзняка встановила контакт з Гіль-Родіоновим, якому пообіцяли амністію, якщо його люди перейдуть на бік партизанів. Головною ж вимогою була видача радянській владі колишнього генерал-майора Червоної Армії Л. В. Богданова, керівника контррозвідки бригади «Дружина». Гіль-Родіонов пристав на ці пропозиції й 16 вересня 1943 р., повбивавши ненадійних офіцерів, атакував німецькі гарнізони. Приєднану до радянських партизанів бригаду СС «Дружина» (2200 осіб) було перейменовано в 1-у Антифашистську партизанську бригаду, а В. В. Гіль був викликаний до Сталіна, нагороджений орденом Червоної Зірки та поновлений в Радянській армії з присвоєнням чергового військового звання.
Повернувшися у Білорусь, Гіль вів з Каміньським переговори про перехід 29-ї дивізії СС (1-ї російської) на сторону радянських партизанів та перейменування 29-ї дивізії СС в 2-у Антифашистську партизанську бригаду. Каміньський на мирову зі Сталіним не пішов.
29-та дивізія СС (1-ша російська) взяла участь у великому наступі німців на партизанів у квітні–червні 1944 р. У ході цієї операції була практично повністю знищена 1-ша Антифашистська партизанська бригада, а її комбриг загинув.

## Однострій
У 1943 році особовий склад полку, потім бригади під командуванням Гіль-Родіонова носив уніформу «загальних СС» — сірі кітелі з чорними петлицями та орлом на лівому рукаві, пілотки з «мертвою головою», коричневі сорочки з краваткою. Для командного складу були введені золотисті погони. Солдати та офіцери з'єднання носили нарукавну стрічку з написом «За Русь».